# Квинн, Хелен
Хелен Рода Арнольд Квинн (англ. Helen Rhoda Arnold Quinn; род. 19 мая 1943, Мельбурн) — американский физик-теоретик австралийского происхождения.
Много лет работала в SLAC. Известна работами по теории Великого объединения, а также теорией Печчеи — Квинн. Президент Американского физического общества в 2004 году. Почётный профессор Стэнфордского университета.

## Биография
Родилась в 1943 году в Мельбурне в семье Теда Адамсона Арнольда и Хелен Арнольд (в девичестве Даун) В 1959 году окончила школу Tintern Grammar, английскую гимназию для девочек Tintern Church в Рингвуд-Ист в штате Виктория. Проучилась 2 года в Мельбурнском университете на отделении метеорологии, после чего переехала с семьёй в США. Продолжила обучение на отделении физики Стэнфордского университета, где последовательно получила степени бакалавра, магистра и доктора философии (по физике элементарных частиц). Постдокторантуру проходила в исследовательском центре DESY (Германия).
Вернувшись в США, непродолжительное время преподавала в старших классах школы в Бостоне, после чего нашла работу в Гарвардском университете. В годы пребывания в Гарварде сотрудничала с физиками-теоретиками Стивеном Вайнбергом и Говардом Джорджи в работе над теориями Великого объединения. В 1977 году вернулась в Центр Стэнфордского линейного ускорителя (SLAC); постоянный сотрудник Центра с 1979 года. В Стэнфорде начала работать с Роберто Печчеи над теоретическими аспектами сильного взаимодействия. Позже работала со специалистами в области экспериментальной физики над вопросами взаимодействий боттом-кварка. В 2004 году занимала пост президента Американского физического общества.
В 2010 году вышла на пенсию, после чего посвятила себя развитию преподавания естественных наук в школе. Входила в состав совета по преподаванию научных дисциплин Национальной академии наук США и в этом качестве возглавляла комиссию по разработке структуры преподавания наук с детского сада по 12-й класс (отчёт комиссии вышел в 2011 году). Концепция Куинн предполагает снижение количества контрольных работ, поощряющих заучивание разрозненных фактов, и акцент на развитии аналитического подхода к информации, позволяющего делать самостоятельные выводы. Основательница и первый президент некоммерческого Проекта по преподаванию современной физики.
С 1966 года замужем за Дэниелом Куинном. Имеет двоих детей и троих внуков.

## Научная работа

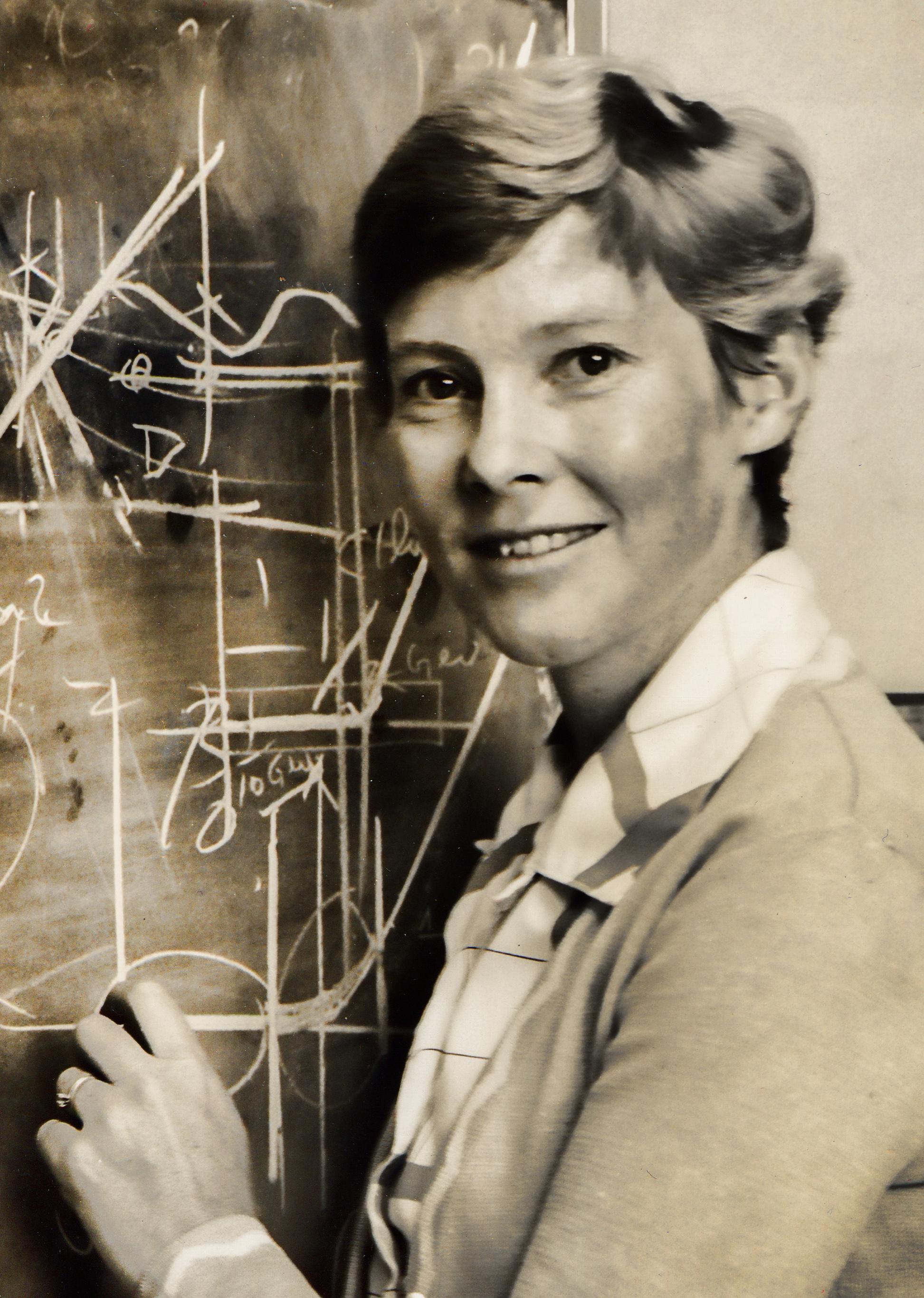
Хелен Квинн в Стэнфорде (1975)

Наиболее важный теоретический вклад Куинн в теоретическую физику связан с двумя темами — теориями Великого объединения и сильным взаимодействием. Согласно Роберто Печчеи, совместная публикация Куинн, Вайнберга и Джорджи стала первой осмысленной работой по теориям Великого объединения. В этой работе авторы демонстрировали возможность объединения констант сильного, слабого и электромагнитного взаимодействия в единую константу.
Вместе с Роберто Печчеи Куинн сумела теоретически объяснить нестыковку в теории квантовой хромодинамики, противоречившей экспериментальным данным, в том числе в вопросе электрического свойства нейтронов. Их решение основывалось на гипотетическом отсутствии массы у одного из кварков. Это допущение в свою очередь не согласовывалось с реальностью, но Куинн предполагала, что в начале существования Вселенной кварки действительно были лишены массы. Согласно теории Печчеи — Квинн, новая симметрия сформировалась после того, как кварки получили массу от поля Хиггса. Сразу после публикации работы Печчеи и Куинн сам Печчеи и, независимо от него, физик Фрэнк Вильчек постулировали на основе новой теории существование аксионов как одной из частиц, гипотетическую тёмную материю.
До работы с Вайнбергом и Джорди Куинн сотрудничала в Гарвардском университете с Джоэлом Примаком и Томасом Эпплквистом. Их работа представляла собой одно из первых исследований предсказательной силы теории, позже получившей название стандартной модели элементарных частиц и взаимодействий. Куинн также работала с физиками-теоретиками и экспериментаторами в SLAC над темой взаимодействий боттом-кварка. Изучение частиц, содержащих боттом-кварки, представляет собой один из лучших способов исследования симметрий квантовой хромодинамики, что в свою очередь должно объяснять, почему во Вселенной намного больше вещества, чем антивещества. Куинн выступала с позиций кварково-адронного дуализма, согласно которым физика кварков может использоваться для предсказания физических свойств состоящих из них адронов.

## Награды
В число наград входят:
- Медаль Дирака (2000)
- Медаль Оскара Клейна (2008)
- Премия Сакураи (2013)
- Медаль Комптона (2016)[8]
- Медаль Бенджамина Франклина (2018)
- Премия Харви (2023)

Является членом следующих академий:
- Национальной академии наук США (2003)[9]
- Американской академии искусств и наук (1998)[13]